# エルジュビェタ・ステファンスカ
エルジュビェタ・ステファンスカ（ポーランド語: Elżbieta Stefańska、1943年9月7日 - ）は、ポーランド・クラクフ出身の女性チェンバロ奏者。エリザベータ・ステファンスカとも。

## 経歴
父はクラクフ音楽院の教授ルードヴィク・ステファンスキ、母はピアニストのハリーナ・チェルニー＝ステファンスカ。音楽家の両親のもと、幼少のころから一際優れた音楽才能を示す。
ポーランドに限らず、オーストリア、チェコ、ブルガリア、スロバキア、ルーマニア、ハンガリー、ロシア、ラトビア、リトアニア、ウクライナ、フランス、スイス、オランダ、ドイツ、イギリス、スウェーデン、イタリア、スペイン、アメリカ、イラン、日本、韓国、台湾などでコンサート活動を行っている。
ソリストとして、またアンサンブル奏者として、数々の著名な国際フェスティバルに招待される。現在はクラクフ音楽院の教授でチェンバロ科と古楽器科の科長を兼任している。

## レパートリー
ルネサンス、バロック、古典派から近現代に及ぶ（ポーランドの作曲者の古楽、現代を含む）。チェンバロ奏者としての印象が強いが、フォルテピアノ、スピネットも演奏する。

## 受賞歴
- 1964年、ポーランドのウッチで行われている古楽器コンクールのチェンバロ部門とピアノ部門で優勝。
- 1965年、ジュネーブ国際音楽コンクール（スイス）で優勝およびコンクールで最も優れた演奏者に送られるヘンリ・ゲッツ賞を受賞。
- 1966年、バルバラ・シフィオンテク（フルート）、イエジー・クロツェク（チェロ）と共にバロックトリオを結成。クラクフ市から、美しい音楽を一般化したことへの評価と感謝のしるしとして名誉賞（Laur Melomanów Krakowskich）を受賞。

## リリースCD
- J.S.バッハ - 『フランス組曲BWV812-817』（ポニーキャニオン）富山県入善町コスモホールにて録音
- モーツァルト -『モーツァルト ソナタ』　｛フォルテピアノにて録音｝（ポニーキャニオン）
- ペンデレツキ - 『ハープシコードと管弦楽のためのパルティータ』（Naxos）
- 『ポーランド舞曲』（Selene）
- アントニオ・ソレール -『ファンダンゴ』（CASTTELLO）
- ミハウ・クレオファス＝オギンスキ -『チェンバロ作品集』　2005年12月、クラクフ

## 審査員として
- 1970年、ミュンヘン国際チェンバロコンクールの審査員を務める。
- 1985年、ワンダ・ランドフスカ記念チェンバロコンクールを主催、審査委員長を務める
- 1986年、クラクフギターコンクールの審査員を務める。
- 1987年、クラクフギターコンクールの審査員を務める。
- 1990年、台湾のピアノコンクールの審査員を務める。
- 1992年、ヨハン・ゼバスティアン・バッハ国際コンクール（ドイツ　ライプツィヒ）の審査員を務める。
- 1993年、ワルシャワ国際チェンバロコンクールの審査員を務める。

## 日本のメディア、コンサート
- 1987年、カワイコンサート1987 福岡、北海道、富山、長野、愛知、静岡、千葉、東京
- 1992年、カワイコンサート1992 愛知、東京、神奈川、愛媛
- 1989年、エリザベータ・ステファンスカ　チェンバロ・リサイタル
- 1991年、三谷幸喜の戯曲『12人の優しい日本人 (映画)』の劇中に流れるフォルテピアノの演奏
- 1996年、巨匠の至芸 ３ エリザベータ・ステファンスカ　神奈川県藤沢にて
- 1998年、ハリーナ・チェルニー＝ステファンスカ＆エリザベータ・ステファンスカ　ジョイントリサイタル
- 1999年、エリザベータ・ステファンスカ　チェンバロリサイタル　横浜にて
- 2000年、ハリーナ・チェルニー＝ステファンスカ＆エリザベータ・ステファンスカ　母娘のピアノ、チェンバロによるリサイタル
- 2005年、ハリーナ・チェルニー＝ステファンスカ追悼演奏会　エリザベータ・ステファンスカ＆吉川元子　リサイタル
- 2006年、～チェンバロ演奏と舞踏について～エリザベータ・ステファンスカ女史　公開講座　名古屋芸術大学にて
- 2007年、ポーランド舞曲と舞踏の夕べ、神戸にて
- 2010年、クラシカ・ジャパン 　フランス・バロック『器楽・宗教曲集』[収録] 2007年11月5日ポト・グルシュコン(ポーランド・クラクフ)
- 2011年、クラシカ・ジャパン 　ルネサンス バロック 音楽大系～バッハ『クラヴィーア曲集』　[収録]2007年11月9日クラクフ市歴史博物館 フォンタナの間(ポーランド・クラクフ)
- 2011年、エリザベータ・ステファンスカ＆加藤まり子　チェンバロとピアノコンサート　2011年7月10日　北海道伊達市信金コスモスホール にて
- 2011年、～チェンバロの古楽と現代～　エリザベータ・ステファンスカ女史　公開講座　東京芸術大学にて
- 2011年、17～20世紀の舞曲集　エリザベータ・ステファンスカ＆遠藤郁子ジョイントコンサート　7月21日カワイ表参道コンサートサロン「パウゼ 」
- 2019年、イカール国際ミュージックキャンプ2019 in Hachinohe　公開講座＆演奏　八戸市公会堂文化ホールにて
- 2022年、八戸イカール国際音楽祭2022「第7夜『ファイナルコンサート』」　8月19日 八戸市公会堂文化ホール

## エルジュビェタ・ステファンスカ私立音楽学校

エルジュビェタ・ステファンスカ私立音楽学校

クラクフ音楽院で教鞭をとる傍ら、両親ハリーナ・チェルニー＝ステファンスカ、ルードヴィク・ステファンスキの伝統を受け継いで、プライベートレッスンや、サロンコンサートの場として自宅を公開している。